# Schwarzer Mann
Schwarzer Mann (que significa "Hombre Negro") es una montaña en la parte occidental de la región de Eifel que se conoce como Schnee Eifel. Con una altura de 697,3 m, es el pico más alto de la región de Eifel Schnee y la tercera más alta del Eifel. En los alrededores de Schwarzer Mann esta una zona de senderismo bien desarrollada y la zona de esquí más grande del estado de Renania-Palatinado en Alemania. La cresta de 15 km de largo de Schwarzer Mann se compone de cuarcita.
La montaña boscosa está cubierta principalmente con abetos y es el hogar de algunos animales raros y salvajes como el gato montés.